# Liste des maires de Lannemezan

## Liste des maires
| Période                                  | Période  | Identité              | Étiquette              | Qualité                     |
| ---------------------------------------- | -------- | --------------------- | ---------------------- | --------------------------- |
| Les données manquantes sont à compléter. |          |                       |                        |                             |
| 1790                                     | 1799     | Dominique Lagleize    |                        |                             |
| 1799                                     | 1804     | Jean-Baptiste Reilhes |                        |                             |
| 1804                                     | 1813     | Raymond Bruzeau       |                        |                             |
| 1813                                     | 1820     | Guillaume Barrère     |                        |                             |
| 1820                                     | 1830     | Simon Lagleize        |                        |                             |
| 1830                                     | 1838     | Pierre Lagleize       |                        |                             |
| 1838                                     | 1848     | Dominique Ricaud      |                        |                             |
| 1848                                     | 1848     | Marcel Galan          |                        |                             |
| 1848                                     | 1852     | Dominique Ricaud      |                        |                             |
| 1852                                     | 1864     | Paul Tailhade         |                        |                             |
| 1864                                     | 1866     | Jean-Marie Ricaud     |                        |                             |
| 1866                                     | 1869     | Dominique Lagleize    |                        |                             |
| 1869                                     | 1876     | Jean-Marie Ricaud     |                        |                             |
| 1876                                     | 1877     | Napoléon Bouzigues    |                        |                             |
| 1877                                     | 1878     | Charles Lépine        |                        |                             |
| 1878                                     | 1880     | Napoléon Bouzigues    |                        |                             |
| 1880                                     | 1880     | François Cuilhé       |                        |                             |
| 1880                                     | 1881     | Bernard Lafforgue     |                        |                             |
| 1881                                     | 1884     | Napoléon Bouzigues    |                        |                             |
| 1884                                     | 1891     | Alphonse Couget       |                        |                             |
| 1891                                     | 1891     | François Doux         |                        |                             |
| 1891                                     | 1892     | Jean-Baptiste Noguès  |                        |                             |
| 1892                                     | 1895     | Napoléon Bouzigues    |                        |                             |
| 1895                                     | 1900     | Jean-François Cazes   |                        |                             |
| 1900                                     | 1905     | Alphonse Couget       |                        |                             |
| 1905                                     | 1907     | Jean-François Tajan   |                        |                             |
| 1907                                     | 1912     | Alphonse Couget       |                        |                             |
| 1912                                     | 1919     | Julien Tasté          |                        |                             |
| 1919                                     | 1925     | Alphonse Couget       |                        |                             |
| 1925                                     | 1925     | Marcelin Maumus       |                        |                             |
| 1925                                     | 1929     | Jean-Eugène Ducasse   |                        |                             |
| 1929                                     | 1939     | Paul Baratgin         |                        |                             |
| 1939                                     | 1939     | Marcelin Maumus       |                        |                             |
| 1939                                     | 1966     | Paul Baratgin         | Radical Socialiste RGR | Sénateur                    |
| 1966                                     | 1977     | François Sarrat       | Radical Socialiste     | Chef d'entreprise, sénateur |
| 1977                                     | 2001     | Pierre Bleuler        | UDF                    | Médecin, député             |
| 2001                                     | En cours | Bernard Plano         | PS                     | Ingénieur                   |

## Notices biographiques détaillées
| Identité        | Parti                  | Qualité |
| --------------- | ---------------------- | --- |
| Paul Baratgin   | Radical Socialiste RGR | - Né en 1890, mort en 1966 - Président du Conseil général - Sénateur de 1946 à 1958 |
| François Sarrat | Radical Socialiste     | - Né en 1911, mort en 1999 - Études à l'école normale - Chef d'entreprise de travaux publics - Sénateur et président du Conseil Général |
| Pierre Bleuler  | UDF                    | - Né en 1929, mort en 2002 - Médecin - Conseiller général - Député de 1986 à 1988 |
| Bernard Plano   | PS                     | - Né en 1944 - Ingénieur diplômé de l'École nationale supérieure de l'Electronique et ses Applications (ENSEA) - Diplômé d'un Master Business Administration HEC - Maire de Lannemezan et président de la communauté de communes du Plateau de Lannemezan - Conseiller régional |